# Герцовский, Аркадий Яковлевич
Аркадий Яковлевич Герцовский (1904—1975) — начальник Первого спецотдела НКВД СССР, генерал-майор (1943).

## Биография
Родился в марте 1904 года в селе Новоселица Хотинского уезда Бессарабской губернии в семье кладовщика (из казачьего рода) Якова Антоновича Герцовского. Украинец. Окончил три класса церковно-приходской школы, затем шесть классов гимназии в городе Одесса. Работал чернорабочим, кочегаром на постройке железной дороги Выгода—Днестр, станция Выгода.
В органах ЧК-ОГПУ-НКВД-НКГБ-МГБ-МВД: делопроизводитель, заведующий учётом арестованных, помощник заведующего и заведующий регистрационным отделением Одесского губернского ЧК — губернского отделения ГПУ (февраль 1920 — июль 1923); регистратор, старший контролёр ОЦР, технический секретарь ОСО при коллегии ГПУ УССР (Харьков, июль 1923—1925); начальник бюро учёта ОЦР, помощник уполномоченного, уполномоченный, помощник начальника УСО ГПУ УССР (Харьков, 1925 — январь 1932); старший инспектор ОЦР ОГПУ СССР (25 января 1932 — 26 апреля 1932); старший инспектор УСО ОГПУ СССР (26 апреля 1932 — 10 июля 1934); старший инспектор УСО ГУГБ НКВД СССР (10 июля 1934 — 3 мая 1936); старший инспектор учётно-архивного отдела ГУГБ НКВД СССР (3 мая 1936 — 28 ноября 1936); старший инспектор учётно-регистрационного отдела — 8 отдела ГУГБ НКВД СССР (28 января 1936 — 1 июня 1937); заместитель начальника 2-го отделения 8-го отдела ГУГБ НКВД СССР (1 июня 1937 — 28 марта 1938); заместитель начальника 2-го отделения отдела оперучёта, регистрации и статистики НКВД СССР (28 марта 1938 — 22 октября 1938); начальник 3-го отделения 1-го спецотдела НКВД СССР (22 октября 1938 — 1 ноября 1938); помощник начальника 1-го спецотдела НКВД СССР (1 ноября 1938 — 1 марта 1939); заместитель начальника 1-го спецотдела НКВД СССР (1 марта 1939 — 28 февраля 1941), одновременно учился на факультете особого назначения при парткоме НКВД СССР (1940—1941); начальник 1-го спецотдела НКВД СССР (28 февраля 1941 — 31 июля 1941); заместитель начальника 1-го спецотдела НКВД СССР (31 июля 1941 — 24 января 1942); начальник 1-го спецотдела НКВД СССР (24 января 1942 — 12 мая 1943); начальник отдела «А» НКГБ-МГБ СССР (2 мая 1943 — 1 марта 1953); начальник 1-го спецотдела МВД Якутской АССР (22 апреля 1953 — 3 октября 1953). Член ВКП(б) с 1939 года..
Арестован 03.10.53. Приговорён ВКВС СССР 06.07.55 к 10 годам лишения свободы.
Как начальник 1-го спецотдела, «узаконил» преступный порядок, установив в разработанном им «положении о внутренних тюрьмах», что все жалобы арестованных «вне зависимости от того, кому они адресованы», должны пересылаться следователю, расследующему дело этого арестованного, что привело к массовому сокрытию от партийно-советских органов жалоб арестованных.

### Звания
ст. лейтенант ГБ 05.01.36; капитан ГБ 25.03.39; майор ГБ 22.02.42; комиссар ГБ 14.02.43; генерал-майор 09.07.45. Лишен звания генерал-майора 29.07.55 Пост. СМ СССР № 1 245-762сс «как осужденный ВКВС СССР».

### Награды
орден Ленина 30.04.46; 2 ордена Красного Знамени 03.11.44, 01.06.51; орден Красной Звезды 20.09.43; орден «Знак Почета» 26.04.40; медали; знак «Почетный работник ВЧК-ГПУ (XV)» 31.08.37.